# 彭京堂
彭京堂，中国共产党党员，现任中国人民解放军驻香港部队司令员，少将军衔。

## 生平
彭京堂前后出任中国人民解放军济南军区某旅长、济南军区司令部军训部长、武警新疆总队参谋长、中国人民武装警察部队副参谋长、中国人民解放军驻香港部队司令員等职。

### 主管反恐部隊訓練、新疆维稳
2018年7月29日，武警新疆总队參謀長彭京堂晋升少将警衔。彭京堂專責新疆反恐多年，反恐、處理突發事件、維穩、救災經驗豐富，山鷹突擊隊就是他在新疆反恐的一大標籤，因此，彭氏被媒體稱為反恐猛將。

### 執掌駐港部隊
2022年1月9日，中央军委主席习近平签署命令任命武警部队副参谋长彭京堂武警少将为中国人民解放军驻香港部队第八任司令员，並轉任解放軍少將。
由於香港一系列的社會運動逐漸演變成街頭暴力事件，對中华人民共和国中央政府來說甚至是達到恐怖活動的程度，各界估計中央政府希望透過彭氏在反恐、維稳方面的經驗在香港起到一定震慑、維稳的作用，並且就香港安保、反恐工作加強駐港部隊和香港政府的合作。這次亦是中央政府首次委任負責反恐、內衛的武警將領担任驻香港部队司令员，有媒體指反映中央對港政策以維穩、反恐為主，因過往一直由解放軍將领執掌駐港部隊，直至社會運動之後才由有豐富反恐經驗的武警將領担任。